# Punt Janson
Pour les articles homonymes, voir Janson.
Teunis Nicolaas Hendrik (Punt) Janson (né en 1917 à Dullstroom, province du Transvaal en Afrique du Sud et mort en mars 1988) est un homme politique sud-africain, membre du parti national, maire de Witbank (1955-1956), membre du parlement, ministre adjoint de l'administration bantoue et de l'éducation de 1972 à 1976, ministre-adjoint des affaires sociales et des pensions, de la planification, de l'environnement et de la statistique (1976-1978) et ministre de l'éducation nationale, des sports et des loisirs de 1979 à 1980. Il termine sa carrière politique comme commissaire-général d'Afrique du Sud au KaNgwane.

## Une éducation calviniste
Élevé dans une famille calviniste très pratiquante mais pauvre et très touchée par la Grande Dépression des années 1930, Janson  grandit dans une atmosphère plus anglophobe que raciste et effectue sa scolarité à Lydenburg.
Il poursuit des études supérieures en théologie à l'université de Pretoria et devient pasteur de l'église réformée hollandaise à Witbank. En 1952, il est élu au conseil municipal de Witbank, ville dont il est le maire en 1955 et 1956, et est élu au parlement en 1957 où il représente la circonscription de Witbank sous les couleurs du parti national (au pouvoir).

## Ministre adjoint à l'administration et à l'éducation bantoue
En août 1972, Punt Janson est nommé ministre adjoint à l'administration et à l'éducation bantoue au sein du gouvernement de John Vorster où il a la charge de la formation scolaire des populations noires d'Afrique du Sud dans le cadre de l'apartheid. Janson se fait alors notamment remarquer par une franchise sans précédent, un discours sans langue de bois et un certain humanisme paternaliste issu de son éducation calviniste. Il est alors considéré comme un réformiste, surtout après avoir publiquement déclaré reconnaitre un certain nombre d'échecs dans la mise en œuvre de l'apartheid. Il est notamment l'un des premiers responsables politiques du gouvernement à déclarer que les populations ne seraient jamais totalement séparées selon leurs races et que des populations noires (les Bantous) continueraient à vivre en zone légalement réservée aux seules populations blanches, manifestant l'échec de l'apartheid. À l'opposé de ce qui était le discours officiel, il reconnait également la pénurie de logements dont souffrent ces populations noires et le dysfonctionnement des services publics, notamment d'aides aux populations, dans les régions où elles sont affectées. Il est alors une personnalité politique afrikaner relativement atypique et particulièrement suivie par la presse anglophone, notamment encore après avoir pointé l'inadéquation des politiques du parti national envers les populations noires et mentionné que la présence permanente de populations noires en milieu urbain était une réalité sud-africaine définitive.
Il se fait l'apôtre du dialogue entre les différentes populations sud-africaines et déclare que sa porte est ouverte à tous. Pendant trois ans, il arpente les townships du pays, rencontre les chefs communautaires que ce soient ceux des bantoustans ou ceux de Sharpeville ou Soweto, reçoit de nombreuses délégations et consulte dans tous les milieux, y compris ceux de l'opposition parlementaire dont notamment Helen Suzman.
Au sein du gouvernement, Punt Janson est un élément modérateur bien qu'il ne soit pas membre du cabinet. Il se fait partisan de réformes profondes du grand apartheid mais non de son abolition. Au contraire, à ses yeux, il est vital de corriger tous les excès et effets néfastes de l'apartheid afin de préserver la domination blanche. En aucun cas, il ne s'agit pour lui de renier les fondamentaux de l'apartheid.
Durant son mandat de ministre-adjoint, sa préoccupation majeure est axée sur les conditions de logements des populations noires. Il impose un moratoire sur les expulsions et supprime les restrictions qui visaient à empêcher les habitants des townships à agrandir leurs logements. Il réintroduit les possibilités d'accès pour les Noirs à la propriété au sein des townships (supprimé depuis les années 1930) dans le cadre d'une politique visant à stabiliser la population urbaine et à assainir le budget de fonctionnement de ces townships par la création d'un nouvel impôt foncier. Surmontant les réserves de plusieurs de ses collègues du gouvernement, il créait également plusieurs centres de formations à travers le pays destinés à permettre aux populations noires à pouvoir accéder à des postes et des emplois qualifiés, soutenant ainsi implicitement l'abolition de la loi sur les emplois réservés. Il met enfin en œuvre une réorganisation des structures urbaines destinées à permettre aux résidents noirs de pouvoir élire des représentants aux conseils communaux des townships.
Les réformes entreprises par Janson lui permettent de recevoir dans un premier temps l'appui du parti uni, de toute l'opposition parlementaire, y compris les soutiens d'Helen Suzman et d'Alex Boraine mais aussi l'appui de la presse anglophone (majoritairement hostile au gouvernement). Cependant, les réformes de Janson et la politique générale d'ouverture de Vorster attirent vers le parti national des électeurs jusque-là réticents et ce, au détriment du parti uni. Si Janson reçoit un tel soutien dans l'opposition, il réaffirme à plusieurs reprises sa loyauté et son ancrage au parti national où il compte de nombreux détracteurs du côté des conservateurs (Verkramptes) inquiets par les réformes entreprises. S'il compte de nombreux sceptiques au sein de sa propre administration de l'éducation bantoue qui n'hésitent pas à faire de l'obstruction bureaucratique, il doit aussi composer avec son propre ministre de tutelle, M.C. Botha, également peu convaincu par ses propositions de réformes et souvent à l'origine des difficultés que rencontre Janson dans la mise en œuvre de sa politique. Ainsi, M.C. Botha outrepasse certaines directives de Janson et fait procéder à des expulsions de logements dans les townships situés très près des zones résidentielles blanches, ralentit le programme de construction et de mise en location de nouveaux logements dans les townships et complique les procédures administratives permettant à un résident d'un township d'être propriétaire de son logement.

## Ministre adjoint aux affaires sociales
En janvier 1976, les adversaires verkramptes de Janson obtiennent son départ du ministère. Son département ministériel de l'administration bantoue et de l'éducation est alors scindé en deux et réparti entre Andries Treurnicht et Ferdinand Hartzenberg.
Janson refuse plusieurs postes d'ambassadeurs avant d'être nommé contre sa volonté au poste de ministre-adjoint des affaires sociales et des pensions, de la planification, de l'environnement et de la statistique.

## Ministre de l'éducation nationale, des sports et des loisirs
En 1979, il est nommé ministre de l'éducation nationale, des sports et des loisirs dans le gouvernement PW Botha. Un an plus tard, il quitte le gouvernement et est nommé commissaire général dans le bantoustan du KaNgwane, fonction qu'il occupe jusqu'à sa retraite en janvier 1988.

## Sources
- (en) Matthew Chaskalson, Apartheid With a Human Face: Punt Janson and the Origins of Reform in Township Administration, 1972-1976, University of Witwatersrand, African Studies Institute, 1988
- (af) Heunis simpatiseer met Janson-gesin, Die Burger, mars 1988